# 油迈瑶族乡
油迈瑶族乡是中华人民共和国贵州省黔西南布依族苗族自治州望谟县下辖的一个民族乡。

## 行政区划
油迈瑶族乡下辖以下村级行政区划单位：
平卜村、打寒村、纳绒村、各沙村、巧路村、里奖村、纳王村和油迈村。